# Setaphis calviniensis
Setaphis calviniensis är en spindelart som beskrevs av Tucker 1923. Setaphis calviniensis ingår i släktet Setaphis och familjen plattbuksspindlar. Inga underarter finns listade i Catalogue of Life.